# کانی سیف
کانی سیف یک روستا در ایران است که در استان کردستان واقع شده‌است. کانی سیف ۵۵ نفر جمعیت دارد.